# Тигран IV
Тигран IV (вірм. Տիգրան  Դ) — цар Великої Вірменії. Син Тиграна III. Останній представник династії Арташесідів.

## Правління
Після смерті Тиграна III, його син Тигран IV знехтував римськими законами та здійнявся на трон. Він одружився зі своєю рідною сестрою Ерато за законами елліністичного світу. Мав найголовніший титул «Цар царів». Однак 5 до н. е. римляни позбавили його престолу та призначили царем іншого брата Арташеса II, Артавазда, якого тримали у полоні. Але протримати останнього на троні змогли тільки три роки. За допомогою перевороту на престол знову здійнялись Тигран та Ерато. Однак Тигран невдовзі був убитий у бою проти горців, які прийшли з півночі й напали на Вірменію, а Ерато невдовзі відмовилась від влади. Так 1 року нашої ери завершилось майже 200-річне правління династії Арташесідів.